# Otto von Drigalski
Johann Friedrich Otto von Drigalski (* 28. Juni 1788 in Schlawe; † 28. September 1860 in Potsdam) war ein preußischer Generalleutnant und Kommandeur der 14. Division.

## Leben

### Herkunft
Otto war der Sohn von Andreas Bernhard von Drigalski (1748–1812) und dessen Ehefrau Karoline Juliane, geborene von Kameke (1751–1792). Sein Vater war Kapitän a. D., zuletzt im Infanterieregiment „von Manteuffel“, sowie Postmeister in Schlawe.

### Werdegang
Drigalski besuchte das Kadettenhaus in Berlin und wurde am 2. April 1804 als charakterisierter Fähnrich im Infanterieregiment „von Strachwitz“ der Preußischen Armee angestellt. Mit der Verleihung des Patent zu seinem Dienstgrad kam er am 6. April 1805 in das Infanterieregiment „von Rüchel“. Während des Vierten Koalitionskrieges nahm Drigalski an den Kämpfen bei Bieszun, Soldau sowie Gollau teil und avancierte zwischenzeitlich Mitte Dezember 1806 zum Sekondeleutnant.
Nach dem Frieden von Tilsit kam Drigalski in das 1. Ostpreußische Infanterie-Regiment und wurde am 4. Juni 1811 zum Normal-Infanterie-Bataillon kommandiert. Mit der Beförderung zum Premierleutnant erfolgte am 2. Januar 1812 die Versetzung in das Bataillon, aus dem während der Befreiungskriege das 2. Garde-Regiment zu Fuß hervorging. Bis Mitte August 1813 stieg Drigalski zum Kapitän und Chef der 6. Kompanie auf. Er wurde in der Schlacht bei Großgörschen verwundet, kämpfte bei Bautzen, Dresden und Leipzig. Für sein Verhalten in der Schlacht bei Paris erhielt Drigalski das Eiserne Kreuz II. Klasse und den Orden der Heiligen Anna II. Klasse.
Nach dem Krieg wurde er am 21. Dezember 1816 zum Major befördert und zum Kommandeur des Garde-Landwehr-Bataillons in Berlin ernannt. Daran schloss sich vom 21. Dezember 1818 bis zum 29. März 1832 eine Verwendung als Bataillonskommandeur im 27. Infanterie-Regiment an. In dieser Stellung Ende März 1830 zum Oberstleutnant befördert, beauftragte man Drigalski dann zunächst mit der Führung des 32. Infanterie-Regiments und ernannte ihn am 24. Dezember 1834 zum Kommandeur des Verbandes. Als Oberst erhielt am 30. März 1838 das Kommando über die 8. Infanterie-Brigade in Erfurt und wurde wenig später dem 32. Infanterie-Regiment aggregiert. Am 15. September zum Johanniterritter ernannt, bekam er am 5. Oktober den Orden der Heiligen Anna II. Klasse mit Brillanten. Nach seiner Beförderung zum Generalmajor wurde Drigalski am 28. Januar 1843 mit dem Komturkreuz mit Stern des Hausordens vom Weißen Falken ausgezeichnet und am 16. Mai 1844 als Kommandant in die Festung Jülich versetzt. Am 27. März 1847 erfolgte die Beförderung zum Generalleutnant und am 7. März 1848 seine Ernennung zum Kommandeur der 14. Division in Düsseldorf, wo er während der Deutschen Revolution den Aufstand der revolutionären Bürgerwehr bekämpfte. Unter Verleihung des Sterns zum Roten Adlerorden II. Klasse mit Eichenlaub erhielt Drigalski am 1. Februar 1849 seinen Abschied mit der gesetzlichen Pension. Er starb am 28. September 1860 in Potsdam.

### Familie
Drigalski heiratete am 12. November 1815 in Berlin Johanna du Titre (1795–1830). Das Paar hatte mehrere Kinder:
- Friedrich Bernhard Otto (1817–1835)
- Luise Bernhardine (1818–1893)
- Wilhelm Alexander Andreas Benjamin (1821–1868), preußischer Major
- Bernhard Comnenus Anton (1823–1890), preußischer General der Kavallerie

Nach dem Tod seiner ersten Frau heiratete Drigalski am 12. Mai 1832 in Magdeburg Julie Amalie Coqui (1807–1856). Aus der Ehe gingen folgende Kinder hervor:
- Johann Friedrich Julius (* 15. März 1833), Premierleutnant
- Peter Johann Karl (1834–1871), Premierleutnant, starb in Karlsruhe an seinen Verwundungen aus der Schlacht an der Lisaine[1]
- Anna Wilhelmine Adele (* 15. November 1838) ⚭ Gustav von Wenden
- Klara Eugenie Susanne (1839–1841)
- August Moritz (1841–1898)
- Mathilde Eulalia Johanna (1844–1920) ⚭ Max Clemens von Roeder (1837–1870), gefallen vor Champigny, Sohn von Hermann von Roeder
- Elisabeth Josephine (* 16. November 1845; † 3. Juni 1902) ⚭ 1868 Leopold von Versen (* 7. November 1841; † 7. März 1900), Oberst[2] Eltern von Landrat Hans Lorenz von Versen
- Hans (1847–1857)
- Wilhelmine (* 1848; jung)